# Брати Гадюкіни
Брати́ Гадю́кіни — культовий український рок-гурт, створений влітку 1988 року у Львові. Був однією з перших українських рок-команд, що здобули широку популярність на теренах колишнього СРСР. За час свого існування музичний колектив випустив 5 студійних альбомів, 4 концертних альбоми та 2 збірки хітів, дав велику кількість концертів не лише в Україні, але й в країнах Європи і Північної Америки. У своїй історії гурт пережив кілька тривалих пауз в творчій діяльності, по завершенні яких поновлював активну студійну і концертну роботу.

## Перший склад
Гурт виник влітку 1988 року на уламках Львівського рок-клубу, який після розколу частково перебазувався на Привокзальну в РОКС. Основоположником колективу був Олександр «Шуля» Ємець — саксофоніст, автор музики і текстів, колишній лідер львівського російськомовного рокабілі-дуету «Оркестр деда Мазая». Наприкінці літа 1987 р. він познайомився  на Вірменці зі Сергієм Кузьмінським, який нещодавно звільнився з ув'язнення. Згодом обидва музиканти вирішили створити новий гурт.
На початку травня 1988 р. Шуля і Кузя спільно з Сашком «Рєбьонком» Лугіним, учасником контркультурного арт-перфоманс-прожекту «Станция пластической мистификации», що теж належав до Львівського рок-клубу, побували в Києві на фестивалі «Рок у боротьбі за мир». Там вони стали свідками виступу столичної групи «Воплі Відоплясова», чия музична естетика їм виявилася близькою і надихнула на створення «Гадів».
Шулі належала ідея з назвою гурту — її частково запозичили від імені персонажа оповідання російського радянського дитячого письменника Віктора Драгунського «Смерть шпигуна Гадюкіна» (1960-ті рр.). Крім того, у той час гучного розголосу в СРСР набула історія зі спробою викрадення пасажирського авіалайнера братами-музикантами Овєчкіними з Іркутська 8 березня 1988. Також Кузя згадував, що свого часу значний вплив на нього склала музична комедія 1980 року «Брати Блюз» — утім це, здається, пізніша історія. З цього симбіозу варіантів та ідей врешті й визріла повна назва нового колективу — «Брати Гадюкіни».
Першим автором іронічних припанкованих російськомовних рок-н-ролів гурту був Шуля. В серпні 1988 р. відбувся дебютний виступ «Братів Гадюкіних» у підвалі Роксу спільно зі «Станцією пластичної містифікації» у наступному складі: 
- Олександр «Шуля» Ємець — гітара, саксофон, автор текстів і музики;
- Сергій «Кузя» Кузьмінський — клавішні, бек-вокал;
- Олег Невелюк — бас;
- Олександр «Рєбьонок» Лугін — вокал;
- Володимир Постніченко — барабани.[2]

Восени 1988 відбувся виступ «Гадів» в львівському клубі «Енерго» (нині в тому приміщенні міський відділ РАЦСу на вул. І. Франка, 157) під егідою тутешньої Асоціації рок-музикантів, в яку, за словами Ю. Перетятка, не без скандалу трансформувався один з фраґментів рок-клубу.

## Другий склад
За короткий час від першого складу «Братів Гадюкіних» в колективі залишилися тільки Шуля й Кузя: О. Невелюк, хоч і ненадовго, опинився в місцях позбавлення волі, В. Постніченко перебрався в ленінградську рок-групу «НОМ» (другим барабанщиком), а О. Лугін поїхав у Москву. Їх місце зайняли Михайло «Лузя» Лундін (колишній барабанщик львівської групи «Повторний карантин»), Олександр Гамбург (бас-гітара) і 18-річний Андрій Партика (гітарист інді-гурту «Гризайль»). 
Саме в цю пору Кузя написав перші україномовні речі «Братів Гадюкіних» «Чуваки, всьо чотко» і «Мертвий півень». З ними музиканти поїхали до Києва на рок-фестиваль «Голосієво», який відбувався 21—23 листопада 1988 р. в Інституті цивільної авіації. Там «Гади» посіли 2-е місце в категорії «гурти зі змішаним складом». Трохи пізніше обидві згадані вище україномовні, чи точніше суржикові, пісні С. Кузьмінського викликали фурор серед присутніх вже на іншому на фестивалі — «СыРок-88», що проходив у Москві 2—4 грудня 1988 р. 

## Третій склад
Після повернення з Москви Шуля на певний час втратив виконавську форму, підсівши на важкі наркотики. Влітку 1989 року він взагалі взявся відроджувати свій попередній проект «Оркестр деда Мазая», тож Кузя перебрав штурвал управління «Братами Гадюкіними» до своїх рук. За два тижні він написав з десяток україномовних текстів, які увійшли до програми «Наша відповідь Кобзону» і стали основою їхнього дебютного альбому «Всьо чотко!» (12 пісень). Його записали у травні 1989 року в студії, облаштованій в Роксі, під керівництвом Володимира Бебешка та за фінансової підтримки майбутнього менеджера гурту Олени Мархасьової. Щоправда, грошей, аби повністю розрахуватися за запис не вистачило, і Кузя «подарував» кілька пісень дружині звукорежисера Віці Врадій. З ними під творчим псевдо Сестричка Віка вона згодом перемогла в рок-номінації на першому фестивалі «Червона рута» у вересні 1989 року в Чернівцях. Вже на фестивалі «СыРок-89» «Гадюкіни» виступили з повністю україномовною програмою. Влітку того ж 1989 року касета з магнітоальбомом «Всьо чотко!» потрапила до Алли Пугачової під час її гастролей у Львові та справила на неї особливе враження. Як наслідок, молода перспективна група отримала запрошення від знаної співачки взяти участі у її майбутньому концертному шоу в столиці СРСР.
У цей відрізок часу замість Шулі до гурту прийшов клавішник Ігор «Ковбаса» Мельничук, який до того грав у командах «КооП» і «Діти тяжкого року».
Успішний старт «Братів Гадюкіних» на музичній сцені базувався на синтезі музичних напрямків — рок-н-роллу, блюзу, панку, реґґі, фанку, фольку, поєднаних із специфічними гостро іронічними текстами, просякнутими тотальним стьобом і використанням галицьких діалектизмів і наркоманського сленґу. Згодом «Гадів» назвуть «українськими «Rolling Stones».
На першій Червоній руті у вересні 1989 «Гадюкіни» завоювали друге місце (після Сестрички Віки) в рок-номінації. Виступивши у самісінький прайм-тайм, на заході сонця, перед повним стадіоном, «Гади» буквально в один момент стали знаменитими. Проте, попри успіх і увагу преси, на їх адресу також лунали й непоодинокі звинувачення — начебто, музиканти паплюжать українську мову.
У грудні 1989 року «Гади» вирушили до Москви на шоу «Рождественские встречи с Аллой Пугачевой». Хоча з телеверсії концерту їхній виступ вирізали, цей епізод став трампліном для подальшої активної концертової діяльності по Україні та всьому СРСР. Тоді ж почалися перші «відрядження за кордон»: по лінії фестивалю Червона Рута, який повіз своїх лауреатів до Канади — там «Гадюкіни» дали чотири концерти в Торонто.

## Четвертий склад
У 1991 р. з гурту пішов Олександр Гамбург. Бас-гітаристом став Ігор Мельничук, який привів до гурту нового клавішника, випускника консерваторії Павла Крахмальова. (Павло Крахмальов: «Першу касету БГ я купив за 25 рублів!»). Тоді ж до складу гурту ввели гітариста Еріка «Кабана» Хрептика (1965—1996), недавнього студента Львівського медичного інституту і ветерана львівської рок-сцени («КооП», «Діти тяжкого року»), а також духову секцію в особі Степана Коваля, Богдан Ватащука та Олега Качечки. На студії «Аудіо-Україна» «Гади» записали другий альбом «Ми — Хлопці з Бандерштадту», презентація якого відбулася в грудні 1991 року, і який вийшов вже на вінілі.
Бренд «Брати Гадюкіни» розширюється до творчого об'єднання, яке займається підтримкою молодих талановитих земляків — «Плач Єремії», «Мертвий півень», «Клуб шанувальників чаю», та проведенням різних рок-акцій. У 1992 році разом з іншими переможцями фестивалю «Червона Рута» (вдруге фестиваль відбувся у серпні 1991 року) «Гади» вирушають в тур Польщею, Німеччиною, Бельгією та Францією, фігуруючи на афішах як Mainstream Snake Brothers (Павло Крахмальов: «Ми назвали його «Голой жопой по Европе», нам затримували гонорари й добові — боялися, що втечемо і залишимося»). Один з таких концертів у престижному брюссельському залі Le Botanique з подачі радника міністра міжнародних зв'язків Франкомовного Товариства Бельгії Зенона Коваля було записано з пульта і за півтора десятка років видано платівку «Live a Bruxelles». У вересні 1992 року гурт взяв участь в акції «Не проп'єм Україну», після чого на півтора року припинив будь-яку діяльність.

## П'ятий склад, переїзд до Києва, розпад
Причиною творчої паузи стала втрата лідером гурту виконавської форми — простіше кажучи, Кузя знову «підсів» на «мак». За допомогою представників української діаспори з Бельгії йому влаштували в Брюсселі курс лікування від наркотичної залежності. За час його відсутності на початку 1994 року гурт зібрався без лідера і записав кілька пісень. Влітку 1994 року Кузьмінський приєднався до колег по колективу. За участю бек-вокалісток Юлії Донченко та Лілії Павлик у студії Романа Люзана «Галмлин» команда записала третій альбом «Було не любити», який за шість місяців випустила на компакт-диску компанія «Caravan CD». Оформлення здійснив львівський художник Орест Макота. Ігор «Ковбаса» Мельничук згадував пізніше: «Цікава історія з обкладинкою. Дівчина, яка на ній зображена, приїхала до Львова, щоб стати моделлю. Наші знайомі художники її три дні поїли, щоб вона погодилася позувати топлес. Коли принесли слайди, ми всі були приголомшені, тому що без будь-якого фотошопу вийшов такий колорит — їй лише стрічки домалювали. Потім її батьки подали на нас до суду». Про цей факт згадує і Орест Макота на сторінках альманаху Хіппі у Львові.
У той час загострилася внутрішня криза, пов'язана з творчою конкуренцією Кузі і Андрія Партики. Наприкінці 1994 року Партика з Юлією Донченко залишають гурт і створюють дует «Гавайські гітари». На місце Партики на початку 1995 року взяли Геннадія «Гешу» Верб'яного, гітариста львівського гурту «Рудольф Дизель». Після того, як до армії забрали саксофоніста Богдана Юра, «Брати Гадюкіни» в 1995 році переїжджають до Києва. Десь тоді розпрощалися і з продюсером Оленою Мархасьовою.
У Києві на студії «Комора», починаючи з грудня 1995 року, почався запис четвертого альбому бенду під робочою назвою «Бай, бай, мила». Водночас здійснили перезапис на CD альбому «Всьо чотко!». На жаль, обох релізів довелося чекати довго: «Бай, бай…» під назвою «Щасливої дороги» побачив світ лише у 1999-му, а блискучий кругляш «Всьо чотко!» — у 2004 році.
У той же період в «Гадюкіних» починаються проблеми з організацією концертів. Відчуваються складнощі з технічним забезпеченням гурту з 9 осіб, які принципово відмовлялися виступати під фонограму. Після шоу у тернопільському Палаці Культури «Березіль» музиканти за спільною згодою припиняють концертувати, а на початку 1996 року припиняють взагалі будь-яку спільну творчу діяльність.
Надалі Сергій Кузьмінський переїхав до Москви та продовжував кар'єру як псай-трансовий діджей Pubert'а, а потім — мережевий електронний музикант Qzzaargh.
У 1997 році Павло Крахмальов і Ігор Мельничук засновують у Києві студію «Гадюкіни Records», де записують музику для кіно, телебачення та реклами, а також музичне оформлення каналів «UA: Перший», «1+1», «2+2», «ТЕТ», «Інтер», «СТБ», «М1» та «СТС». Михайло Лундін і Геннадій Верб'яний повернулися до Львова.
У 2000 році на «Росток Records» було перевидано live-платівку «На! Живо», зліплену з фрагментів трьох різних концертів «Гадів» 1994-95 років у Львові, Москві та Севастополі.

## Відновлення
Все змінилося на початку 2006-го, коли з подачі давнього приятеля «Гадюкіних» Овдія Пиналова, легенди все ж зважилися на возз'єднання. Павло Крахмальов згадував: «Я відчував, що це треба зробити. Не задля фінансової вигоди, а просто так. Треба і все! Перемови йшли довго і важко, але врешті-решт ми згадали наші пацанячі стосунки, завдяки яким ми стільки років були разом, і вдарили по руках. Без будь-яких контрактів, на взаємній довірі. Так механізм той і запустився».
За рахунок залучення духової секції та гітариста відомого київського блюз-рок-колективу «Джанкой Бразерз», а також запрошення на підспів Олени Романовської й перевіреної бойової подруги Лілії Павлик була зроблена спроба відтворити максимально повний гадюкінський склад минулих часів. Провівши близько двадцяти репетицій, 20 січня 2006 року Брати дали фантастичне за енергетикою й позитивом шоу, яке без перебільшення назвали «Концертом року» і «Камбеком століття». А дванадцять тисяч глядачів, які, не зважаючи на 28-градусний мороз, забили вщент київський Палац спорту, — красномовний показник того, як на це повернення чекали. Описувати те, що відбувалося в залі того вечора, — справа пуста. Словами все одно ту атмосферу і стан душі не передати, а згадати їх (тим, хто був) чи спробувати уявити (тим, кому не пощастило) можна подивившись DVD «Вродило».

Уже під час цього виступу кидалися в очі проблеми Кузі з горлом (проте він старався цього не афішувати), але він чесно відспівав півтори години. В фіналі історичного концерту вражений прийомом Кузя щиро подякував екстазованій публіці і з властивим гумором попрощався від імені «Братів Гадюкіних» ще на десять років:
Раді були вас всіх бачити тут. «Брати Гадюкіни» прощаються з вами ще на десять років.
Після цього бенд дав ще кілька концертів. Зокрема, в особистому блозі Кузі йдеться про виступ 6 червня 2009 (за пару місяців до його смерті).
3 серпня 2009 року у зв'язку із важкою хворобою Сергій Кузьмінський пішов із життя, через що майбутнє гурту знову видавалося невизначеним.

## Пам'ять
3 червня 2011 року у Київському палаці спорту легендарні «Брати Гадюкіни» разом з найвідомішими українськими рок-музикантами зіграли концерт пам'яті Сергія Кузьмінського «Я вернувся домів». Окрім «Гадів», у концерті взяли участь «Океан Ельзи», «Воплі Відоплясова», «Ляпіс Трубєцкой», «ТНМК», «Бумбокс», «Мандри», «ТіК», «ДахаБраха», «Гайдамаки», Тарас Чубай, «Димна Суміш» та інші відомі українські виконавці. Компанія «3DTOUR» зробила віртуальний тур залою концерту.

## «Брати Гадюкіни». Продовження історії
Вони повернулися. Це непросте рішення хлопці ухвалили спільно, у 2013 році. Розмови почалися після концерту пам'яті Сергія Кузьмінського «Він вернувся домів». Тоді багато друзів та шанувальників команди запропонували відродити справу «Гадів». Як результат повстав новий альбом «Made in Ukraine». У альбомі знайшли відбиток події в Україні, зокрема Євромайдан, і бойові дії на сході України. Станом на жовтень 2014 р. альбом розміщено до вільного звантаження на офіційному сайті гурту під гаслом:
|  | Ви можете завантажити окремий трек або цілий альбом безкоштовно, або завантажити та перевести кошти на допомогу постраждалим в зоні АТО, переселенцям та пораненим:(виділення з джерела) |

У новому альбомі 16 композицій. Вокальні партії, разом з інструментальними, виконують різні учасники гурту: Павло Крахмальов, Геннадій Вербяний, Михайло Лундін, Ігор Мельничук, Олена Романовська, Лілія Кувалдіна, Неля Цапенко.
Гурт піснею Йде нині война [Архівовано 13 червня 2021 у Wayback Machine.] долучився до акції «Так працює пам'ять», присвяченої пам'яті Данила Дідіка і всім, хто віддав життя за незалежність України.

## Учасники гурту
- Олександр «Шуля» Ємець (1967—2023) у 1988—1989 (саксофон, тексти, музика);
- Сергій «Кузя» Кузьмінський (1962—2009) у 1988—1996, 2006—2009 (вокал, клавішні, тексти, музика);
- Михайло «Лузя» Лундін (1959 р.н.) 1988—1996, 2006—2009, 2011, з 2014 по сьогодення (барабани, бек-вокал);
- Олександр Гамбург (1959 р.н.) у 1988—1991 (бас-гітара, вокал);
- Андрій Партика (1969 р.н.) у 1988—1994 (гітара);
- Ігор «Ковбаса» Мельничук (1965 р.н.) 1989—1996, 2006—2009, 2011, з 2014 по сьогодення (клавішні, з 1991 бас-гітара; бек-вокал);
- Павло Крахмальов (1965 р.н.) 1991—1996, 2006—2009, 2011, з 2014 по сьогодення (клавішні);
- Ернест «Кабан» Хрептик (1965—1996) у 1991—1992 (гітара);
- Степан Коваль — у 1991—1992 (духові);
- Богдан Ватащук — у 1991—1992 (духові);
- Олег Качечка — у 1991—1992 (духові);
- Юлія Донченко у 1994 (бек-вокал);
- Лілія Павлик (1976 р.н.) у 1994—1996, 2006—2009, 2011, 2014—2017 (бек-вокал);
- Олена Романовська (1965 р.н.) з 2014 по сьогодення (бек-вокал); guest: 2006—2009, 2011;
- Геннадій «Геша» Вербяний (1965 р.н.) у 1995—1996, 2006—2009, 2011, 2014;
- Андрій Скачко — з 2014 по сьогодення (гітара); guest: 2006—2009, 2011, 2014;
- Володимир Михальченко — з 2014 по сьогодення (барабани); guest: 2011;
- Богдан Юра — у 1994—1995 (саксофон);
- Олена Мархасьова (1944 р.н.) менеджер (у 1989—1995).

## Дискографія
Студійні альбоми
- 1989 Всьо чотко! касета
- 1991 Ми — хлопці з Бандерштадту LP
- 1994 Було не любити касета
- 1996 Щасливої дороги! (Бай, бай, мила!) CD
- 2014 Made in Ukraine
- 2019 Сміх і Гріх

Концертні альбоми
- 2000 НА!ЖИВО концертні записи 1994—1995 років
- 2006 Live à Bruxelles ~ запис концерту, що відбувся в Брюсселі 29 жовтня 1992
- 2006 Вродило 2CD, DVD ~ запис концерту, що відбувся 20 січня 2006 у Київському Палаці Спорту

Компіляції
- 2007 Love Story збірник любовних пісень у новому виконанні

Триб'юти
- 2011 Я вернувся домів (триб'ют-альбом, компіляцію підготовлено для концерту пам'яті Сергія Кузьмінського. Альбом у продаж не надходив і використовувався виключно як промо) CD

Інше
- 2011 Я вернувся домів. Концерт пам'яті Сергія Кузьмінського. DVD

## Відеографія
- Наркомани на городі[8]
- Місячне сяйво твого тіла
- Звьоздочка моя
- Америка
- Всьо чотко!
- Історія однієї Курви[9]

## Книги про гурт
- Всьо чотко. Сергій Кузьмінський і «Брати Гадюкіни» — Юрій Рокецький (2024) Наш Формат ISBN 978-617-8434-28-1

## Нагороди і відзнаки
- 26 лютого 2018 року гурт отримав музичну премію «YUNA-2018» у спеціальній номінації «За особливі досягнення».[10]

## Цікаві факти
- Теми пісень гурту звучать у першому українському анімаційному мультсеріалі «Лис Микита».
- Пісні «На Україні лад і спокій» та «Гей, Іване» (неофіційна назва) можна почути у фільмі «Вперед, за скарбами гетьмана»
- Пісні гурту звучать у українській гумористичній телепрограммі Шоу довгоносиків
- Колись гурт мав одного помічника, який офіційно вважався вантажником, але фактично відповідав за своєчасну підготовку опіатів перед концертами («варщик»)[11].
- Одного разу барабанщик гурту Михайло Лундін, будучи в стані наркотичного синдрому відміни, у поїзді Київ-Москва заблокував шлях прикордонникам, випорожнившись між вагонами[11].
- Пісні гурту звучать у серіалах телеканалу ICTV «Пес» (2015) та «Коп з минулого» (2020)

### Інтерв'ю
- БРАТИ ГАДЮКІНИ: "Конопля здоровіша за горілку!". Music.com.ua. 14 вересня 2010. Архів оригіналу за 24 червня 2013. Процитовано 15 вересня 2011.
- Інтерв'ю Кузі на 5 каналі. Початок 2006-го року на YouTube
- Гадюкіни у "Вечорі з М. Княжицьким", каналу TBi на YouTube
- Музіка - алко-вечорниці з гуртом Брати Гадюкіни на YouTube
- інтерв'ю Сергія «Кузі» Кузьминського (Брати Гадюкіни)[недоступне посилання]